# TGV IRIS 320
TGV IRIS 320 — французский электропоезд 2000-х годов. Построен в 1988 году, как TGV Réseau. В 2003 поезд временно прекратил перевозку пассажиров. В 2003-2006 году состав был модернизирован в высокоскоростной контрольно-измерительный комплекс. Поезду было дано название TGV IRIS 320. Также его отличает от других поездов особое оформление внешнего вида. Поезд совершает рейсы по всей Франции.       